# Liste der Kulturdenkmale in Kleinneuhausen
In der Liste der Kulturdenkmale in Kleinneuhausen sind alle Kulturdenkmale der thüringischen Gemeinde Kleinneuhausen (Landkreis Sömmerda) und ihrer Ortsteile aufgelistet (Stand: 2006).

## Kleinneuhausen
Einzeldenkmale
| Bild                           | Bezeichnung                                                                         | Lage               | Datierung | Beschreibung | ID |
| ------------------------------ | ----------------------------------------------------------------------------------- | ------------------ | --------- | ------------ | -- |
| weitere Bilder Fotos hochladen | Kirche mit Ausstattung und Friedhof mit Kriegerdenkmal und historischen Grabsteinen | Ringstraße (Karte) | 1739      |              |    |

## Quelle
- Landkreis Sömmerda. (Memento vom 1. Februar 2017 im Internet Archive; PDF; 160 kB) landkreis-soemmerda.de, Auszug aus dem Denkmalbuch des Landes Thüringen